# Oxymore
Az Oxymore Jean-Michel Jarre 2022. október 21-én
megjelent huszonkettedik stúdióalbumának címe.. 
A stúdióalbum egyedi különlegessége, hogy több csatornás 3D technológiával készült és nem csak a produceri, hanem felvételeinek munkálatai is 360°-os térbeli audio formátumban történtek, így valódi térhatást kölcsönöz a hallgatóknak. Az album tisztelgés a francia zeneszerző Pierre Henry előtt, akinek a munkássága nagy motivációt jelentett
Jarre új albumának elkészítéséhez.
Az Oxymore az első ilyen szintű kereskedelmi kiadás, amely a zenei hangzás és hangzás jövőjét új szintre emeli.

## Előzmények, háttér
Jarre és Pierre Henry együttműködést terveztek Jarre-Michel Jarre  Electronica című albumán, de Henry 2017-ben 89 évesen elhunyt, mielőtt az elkészült volna. Henry halála után özvegye átadta Jarre-nek az ehhez az együttműködéshez előkészített anyagot. Jarre ezt az anyagot használta az Oxymore alapjaként.
Hatalmas inspiráció volt az album elkészítéséhez, hiszen dallamai és melódiái egy olyan úton kísértek keresztül, amit magamtól talán soha nem találtam volna meg.
Az Oxymore főhajtás Pierre Henry munkássága előtt, aki határozottan befolyásolta a zene jövőjét, az elektronikus zene elterjedését világszerte, Pierre Schaefferrel együtt. És egyben tisztelgés a modern zene, és az elektroakusztikus zene francia gyökerei előtt. Jarre-t a francia „musique beton” mozgalom is ihlette, egy olyan műfaj, amely felvett hangokat használ alapanyagként.

## A projekt jellemzése
Jarre az album születéséről elmondta, hogy szerinte a való életben nem létezik a sztereo hangzás, mivel az emberi hallás teljes, 360 fokos. A mostani technológia lehetővé teszi számukra, hogy térbeli audio hangokkal dolgozzunk, egy teljesen új élményt nyújtva a zenészeknek és a hallgatóknak is. Ezzel a technológiával egy fizikaibb és természetesebb zenehallgatási módot fedezhetünk fel, tele új és sok potenciállal bíró lehetőségekkel.
Az album többcsatornás és 3D-s binaurális változatban készült ami egy olyan precíziós darabot eredményezett, amely a zenei hang és hangzás jövőjét egy új szintre emeli. Az effektusok az Agora  című első számának nyitányától kezdve jelen vannak: tűz pattogása, zuhogó eső és suttogó hangok, melyek fejhallgatón hallgatva, háromdimenziós világot hoz létre.
Az Oxymore projekt az album megjelenésével nem zárult le, mivel minden egyes dal kapni fog egy remixet vagy átdolgozást világhírű és feltörekvő zenészektől egyaránt. Az album korábban megjelent első kislemeze a "Brutalism" már kapott is két átdolgozást, az egyiket Martin Gore (Brutalism Take 2), a másikat a Deathpact (Brutalism Reprise) készítette. A tervek szerint még számos ehhez hasonló kollaboráció készül majd.

## Az Oxyville projekt
Az album megjelenésével együtt Jarre elindította az Oxyville projektet is, amely egy virtuális valóságban megalkotott világ, amelyben a művész egy színpadon adja elő az albumot élőben. Jarre szerint Oxyville egy virtuális zenei város, ahol időnként élőben koncertezek majd, néha egyedül, néha pedig más művészekkel együtt, sőt előadásokat és órákat is tervezek majd itt tartani. Reményei szerint a projekt egy interaktív zenei térré válhat, ahol új zenei élményeket élhetünk meg.

## Formátumok
Az Oxymore CD-n, dupla bakeliten és digitálisan is megjelent sztereó, binaurális, 5.1 hanggal és Dolby Atmos mixekben. A fizikai termék egy kódot is tartalmaz a legjobb minőségű binaurális élmény eléréséhez.

### Az album dalai[1]
| 1.    | "Agora"              | Jean-Michel Jarre | 1:34 |
| 2.    | "Oxymore"            | Jean-Michel Jarre | 4:45 |
| 3.    | "Neon Lips"          | Jean-Michel Jarre | 4:27 |
| 4.    | "Sonic Land"         | Jean-Michel Jarre | 6:01 |
| 5.    | "Animal Genesis"     | Jean-Michel Jarre | 5:46 |
| 6.    | "Synthy Sisters"     | Jean-Michel Jarre | 3:20 |
| 7.    | "Sex in the Machine" | Jean-Michel Jarre | 5:45 |
| 8.    | "Zeitgeist"          | Jean-Michel Jarre | 3:06 |
| 9.    | "Crystal Garden"     | Jean-Michel Jarre | 4:09 |
| 10.   | "Brutalism"          | Jean-Michel Jarre | 4:41 |
| 11.   | "Epica"              | Jean-Michel Jarre | 5:25 |
| 49:02 |                      |                   |      |

## Oxymoreworks
2023. szeptemberében Jean-Michel Jarre bejelentette az Oxymoreworks 9 számból álló remixalbumának kiadását, amely az Oxymore
album számainak remixelt változatait egyesíti, számos előadóval együttműködve mint például: Martin Gore, Nina Kraviz, Brian Eno vagy 	
Armin van Buuren. A remixgyűjtemény 2023. november 3-án jelent meg.
Az Oxymore különleges helyet foglalt el a szívemben, mert ez egy igazán egyedi zenei utazás volt. Más előadókkal együttműködve, mint például az Electronica-ban is, igyekeztem egy újabb perspektívát adni a zenémnek. Olyan zenészeket szólítottam meg, akiknek különböző a tehetsége és akik hitem szerint minden darabba valami új és érdekes dimenziót lehelne. Az Oxymoreworks tisztelgés a kollaboratív művészet előtt, mely a zenei párbeszéd vibráló gyűjteménye.

### Az album dalai
| 1.    | Brutalism Take 2 (with Martin L. Gore)       | Jarre | 5:01 |
| 2.    | Epica Extension (with Brian Eno)             | Jarre | 4:30 |
| 3.    | Brutalism Reprise (with Deathpact)           | Jarre | 4:29 |
| 4.    | Epica Take 2 (with French 79)                | Jarre | 5:33 |
| 5.    | Synthy Sisters Take 2 (with Adiescar Chase)  | Jarre | 3:11 |
| 6.    | Epica Maxima (with Armin van Buuren)         | Jarre | 5:18 |
| 7.    | Sex in the Machine Take 2 (with Nina Kraviz) | Jarre | 5:06 |
| 8.    | Zeitgeist Take 2 (with NSDOS)                | Jarre | 5:14 |
| 9.    | Zeitgeist Botanica (with Irène Drésel)       | Jarre | 5:50 |
| 44:08 |                                              |       |      |